# 伯醇

乙醇

正丁醇

伯醇（英語：Primary alcohol），又稱一级醇或第一醇，是指羟基直接连接在一个伯碳原子上的醇。它也可以说是含有基团“–CH2OH”的醇。
乙醇、正丙醇、正丁醇都是伯醇。

## 化学性质
可以在催化剂存在的条件下被氧气氧化成醛，重鉻酸鉀等氧化劑也可以把伯醇氧化成醛。而醛可以被進一步氧化成羧酸。